# Junior Silva
Carlo Junior Silva Reátegui (Lima, 2 de marzo de 1987) es un actor y locutor de radio peruano.

## Carrera
Junior Silva se popularizó al interpretar a Kevin Manrique en la serie Al fondo hay sitio desde 2009 hasta 2013.
En 2012, condujo el programa Los P.P de Moda a través de Radio Moda junto a Erick Elera quien tuvo que dejar el programa por otros compromisos laborales quedando Junior como único locutor del programa hasta 2013 que desaparece el programa.
En 2013, concursó en el reality show de baile El gran show: segunda temporada conducido por Gisela Valcárcel, donde obtuvo el séptimo puesto tras tres meses de competencia .
En 2014, apareció en la película Japy Ending. Condujo el programa radial La Zonaja por Radio La Zona hasta 2017.
En 2017 condujo un programa por Radio Capital llamado Junior Silva en Capital; y en 2018, el nombre es cambiado por Noche abierta y ahora también se transmitió en simultáneo por Capital TV. El programa duró hasta el cierre de la emisora.

## Créditos

### Televisión
- La pre (2008) como Johnny.
- Graffiti (2008–2009) como Percy.
- Al fondo hay sitio (2009–2013) (2016) (2022–Presente) como Kevin "Pollo Gordo" Manrique.
- Habacilar (2009), Concursante - 2 ° puesto.
- El gran show (2013), Concursante - 7 ° puesto.
- Locura de amor (2014–15) como Luis Ángel "Rulo" García.
- Los reyes del playback (2016) como concursante.
- Torbellino, 20 años después (2018) como Celestino Miranda.
- De vuelta al barrio (2019–2021) como Carlos Gordillo / "Tato".

### Películas
- Japy ending (2014) como el padre René.
- Somos Néctar: la película (2017) como Memo.
- Once machos (2017)
- Utopía (2018) como Flavio de la Llave.
- Once machos 2 (2019)
- De patitas a la calle (2020)

### Radio
- Los PP de Moda (2012–13) en Moda
- La Zonaja (2013–17) en La Zona
- Junior Silva en Capital (2017) en Radio Capital
- Noche abierta (2018–2019) en Radio Capital
- Despiertas con Ritmo (2023-2024) en Ritmo Romántica